# Batalla del cabo Machichaco
La batalla del cabo Machichaco fue un enfrentamiento naval que tuvo lugar el 5 de marzo de 1937, durante la guerra Civil española, entre la Marina de Guerra Auxiliar de Euzkadi (Euzko Itsas Gudarostea), la marina del gobierno autónomo vasco, fiel a la República, y el crucero Canarias, perteneciente a la marina franquista, en aguas del cabo Machichaco, frente a las costas de Vizcaya.
El 5 de marzo de 1937, el Canarias llegó al Cantábrico y apresó al mercante Galdames, que se dirigía a Bilbao con 173 pasajeros (entre refugiados y políticos republicanos, como Manuel Carrasco Formiguera), a la altura del cabo Machichaco. Para ello tuvo que enfrentarse a los bous vascos (barcos bacaladeros armados con cañones), resultando hundido uno de ellos (el Nabarra) y averiados los otros dos.

## Antecedentes
El Gobierno vasco formado tras la aprobación el 1 de octubre de 1936 por las Cortes Republicanas del Estatuto de autonomía del País Vasco creó la Marina de Guerra Auxiliar de Euzkadi, al mando de Joaquín de Eguía y Unzueta (subinspector local de servicios marinos), con seis bacaladeros de altura requisados a los que se les dotó de cañones de 101,6 mm cedidos por el acorazado Jaime I y que fueron rebautizados con los nombres de Bizkaia, Araba, Nabarra, Gipuzkoa, Goizeko, Iparreko, Donostia, Gazteiz e Iruña. A esta improvisada marina de guerra se siguieron añadiendo pequeñas unidades mal armadas, siendo de gran utilidad 29 pesqueros pequeños habilitados como dragaminas costeros o de puerto y que mantendrían limpios los accesos al puerto de Bilbao. Las tripulaciones de estos barcos y otro personal que se había ofrecido para servir en ellos fueron militarizadas con la creación por decreto del Gobierno Vasco de 4 de noviembre de 1936 del Voluntariado del Mar (se inscribieron más de tres mil personas, lo cual permitió una excelente selección de 563 hombres). Los comandantes eran de la marina mercante, habilitados como  tenientes de navío. En los aspectos militares esta Marina vasca estaba sujeta al menos teóricamente a la de la República, pero a efectos administrativos conservó su autonomía.
El 3 de diciembre de 1936 llegó al puerto de Bilbao el buque Virgen del Carmen cuya dotación se había sublevado contra su comandante, el teniente de navío Quiroga. Este y el teniente maquinista Pérez fueron fusilados y el buque fue incorporado a la Marina vasca, cambiando su nombre por el de Donostia.

### Prolegómenos
A principios de marzo de 1937 la flota del bando sublevado del Cantábrico, reforzada por el crucero Canarias al mando del capitán de navío Salvador Moreno Fernández, estaba desplegada en ese mar acechando la llegada del mercante Mar Cantábrico que había zarpado del puerto de Nueva York el 6 de enero con una carga de material de guerra para la República y que después había hecho una escala en el puerto mexicano de Veracruz para completar la carga y desde donde había salido el 19 de febrero.
Mientras esperaba a la altura de Bilbao, el Canarias recibió el 4 de marzo la orden de capturar al mercante Galdames, que se dirigía a Bilbao desde Bayona con un cargamento de moneda recién acuñada, y que iba escoltado por el destructor José Luis Díez y por los bous de la Marina de Guerra Auxiliar de Euzkadi Gipuzkoa, Nabarra, Bizkaia y Donostia.

## La batalla
La mar gruesa y las condiciones en que navegaba el convoy del Galdames, con todas las luces apagadas para evitar ser vistos por el enemigo y en silencio la radio, hizo que el Gipuzkoa y el Bizkaia se adelantasen. Al amanecer, cuando buscaban al resto del convoy, se dieron de bruces con el Canarias.
El Bizkaia estaba capitaneado por Alejo Bilbao, mientras que el Gipuzkoa por el joven Manuel Galdós, ambos curtidos como capitanes en la marina mercante. El capitán del  Nabarra era Enrique Moreno Plaza, natural de La Unión, Murcia. La estratagema de ambas naves fue separarse y tratar de atraer al crucero al alcance de las baterías costeras vizcaínas, con cañones de calibre mucho más grueso que los de sus naves, que solamente eran de 52 mm en proa y de 47 mm en popa. El crucero Canarias poseía ocho cañones de calibre medio 203 mm y de mucho mayor alcance, junto a varias ametralladoras y tripulación experimentada.
El Canarias avistó solamente al Gipuzkoa y disparó contra él, destruyendo su cañón de popa y provocándole un incendio. El Gipuzkoa, pese a su manifiesta inferioridad, presentó batalla respondiendo al fuego e impactando al Canarias. El saldo de este combate inicial fue de 5 muertos y 12 heridos en el bou vasco y un muerto y un herido en el crucero sublevado. El Gipuzkoa, averiado gravemente, se dirigió a Portugalete y el Canarias, persiguiéndole, entró dentro del radio de alcance de las baterías costeras de Punta Galea y Punta Lucero, que abrieron fuego contra él, lo que le obligó a retirarse hacia el Norte, en tanto que el Gipuzkoa conseguía entrar en puerto (según otras versiones quedó varado en la costa envuelto en llamas).
Mientras, el Bizkaia se topó con un mercante de bandera estonia que había sido apresado por el Canarias y que resultó ser el Yorkbrook que llevaba unas 460 toneladas de material de guerra para la República, escoltándolo a Bermeo.
Luego el resto del convoy se encontró con el Canarias, que abrió fuego contra el Galdames, matando a cuatro pasajeros (una mujer y tres niños), por lo que el mercante izó bandera blanca y paró la máquina, rindiéndose. A continuación, el crucero franquista disparó contra los bous vascos, primero contra el Donostia, que se alejó, y luego contra el Nabarra, que, pese a su manifiesta inferioridad, presentó batalla, prefiriendo hundirse que rendirse.
El combate duró más de hora y media y terminó cuando un disparo del Canarias alcanzó las calderas del Nabarra, lo que obligó a abandonarlo. Veinte de sus 49 tripulantes embarcaron en los botes salvavidas. El comandante y el primer oficial (Enrique Moreno y Ambrosio Sarasola, respectivamente) decidieron quedarse a bordo y hundirse con su barco antes que caer prisioneros de los franquistas. El resto había muerto en el combate.
El Donostia también hizo frente al Canarias logrando hacer varios impactos en el crucero y luego escapó a un puerto francés donde fue reparado y donde permaneció a la espera de que el peligro hubiera pasado para regresar a Bilbao.
El destructor José Luis Díez no participó en la batalla porque su comandante, el alférez de navío Moya, alegó una avería y se dirigió al puerto francés de Burdeos. Allí el 7 de marzo, después de sabotear las turbinas del barco, Moya desertó junto con otros oficiales, confirmando las sospechas de las autoridades vascas que dudaron de la veracidad de la avería (en Bilbao el José Luis Díez ya era conocido como "Pepe el del Puerto" por las pocas veces que se hacía a la mar). El 30 de marzo el buque zarpó de Burdeos con destino a Santander, donde se hizo cargo del mando el teniente de navío Evaristo López, un oficial que también era desafecto a la República y que había saboteado los esfuerzos gubernamentales desde su puesto en el Estado Mayor de las Fuerzas Navales del Cantábrico. El presidente del gobierno vasco Aguirre envió un telegrama al gobierno de Valencia, que era entonces la capital de la República, en el que condenaba la "vergonzosa huida" del comandante y de algunos oficiales del José Luis Díez.
Tampoco intervinieron en la batalla ni los submarinos C-2 y C-5 ni el torpedero T-3 lo que motivó un nuevo telegrama del presidente Aguirre en el que pedía que se enviaran una parte de la flota republicana al Cantábrico y ofreciendo nuevas dotaciones de fidelidad asegurada a la República:

Necesidad imprescindible urgentísima venga escuadra a romper bloqueo proteger armamentos, víveres. Último caso, envíen cuatro destructores, tres submarinos, obligándose Gobierno vasco poner tripulación dispuesta enfrentarse enemigo

## Consecuencias
El Canarias recogió e hizo prisioneros a los 20 supervivientes del Nabarra, que unos meses después fueron juzgados en Consejo de Guerra y condenados a muerte. La intercesión directa ante el general Franco del comandante y del director de tiro del Canarias (Salvador Moreno y Manuel Calderón, respectivamente), impresionados por el valor demostrado por el Nabarra, hizo que Franco los indultara y, acabada la guerra, los pusiera en libertad en reconocimiento a su valentía.
El Canarias llevó al Galdames a Pasajes, donde un pasajero se tiró al agua intentando huir, pero murió al recibir varios impactos. La tripulación y pasajeros del Galdames fueron condenados a prisión e incluso algunos fusilados. El más significado de los fusilados fue Manuel Carrasco Formiguera, político católico catalán y representante de la Generalidad de Cataluña ante el Gobierno de Euzkadi.

## Memoria histórica
En memoria de los caídos este día, el Gobierno Vasco en el exilio instituiría en 1978 el «Itsas Gudarien Eguna» que suele celebrarse en Bermeo el primer domingo del mes de marzo.